# Teratopora pura
Teratopora pura är en fjärilsart som beskrevs av Van Eecke 1929. Teratopora pura ingår i släktet Teratopora och familjen björnspinnare. Inga underarter finns listade i Catalogue of Life.